# Shū Kamo
Shū Kamo (加茂周 Kamo Shū?, Ashiya, Hyōgo, 29 de octubre de 1939) es un exfutbolista y entrenador que jugaba en la demarcación de delantero.

## Biografía
Shū Kamo debutó como futbolista profesional en 1965 a los 26 años de edad con el Yanmar Diesel, donde jugó durante dos años, tiempo que le dedicó Kamo a su carrera como futbolista retirándose al finalizar la temporada en 1967. Siete años después, el Nissan Motors le fichó como entrenador del club. Permaneció durante quince años en el equipo, llegando a ganar la Japan Soccer League en 1989, la Copa de la Liga de Japón en 1988 y 1989, la Copa del Emperador en 1983, 1985, 1988 y 1989, y finalmente la Copa Nacional Amateur Japonesa en 1976. Al finalizar la etapa en el club, fichó por el Yokohama Flügels para las tres temporadas siguientes, ganando en 1993 la Copa del Emperador. En 1995 la selección de fútbol de Japón, decidió elegir a Kamo como seleccionador nacional. Entrenó a la selección durante tres años, en los que ganó la Copa Kirin en los tres años que la jugó, y la Copa Dinastía en el año de su debut. Finalmente en 1999 fichó por el Kyoto Sanga FC, entrenándolo por una temporada y retirándose al final de la misma como entrenador profesional.

## Clubes

### Como futbolista
| Club          | País  | Año         | Partidos | Goles |
| ------------- | ----- | ----------- | -------- | ----- |
| Yanmar Diesel | Japón | 1965 - 1967 | 14       | 2     |

### Como entrenador
| Club                         | País  | Año         |
| ---------------------------- | ----- | ----------- |
| Nissan Motors                | Japón | 1974 - 1989 |
| Yokohama Flügels             | Japón | 1991 - 1994 |
| Selección de fútbol de Japón | Japón | 1995 - 1997 |
| Kyoto Sanga FC               | Japón | 1999 - 2000 |

## Palmarés
Nissan Motors
- Japan Soccer League: 1989
- Copa de la Liga de Japón (2): 1988 y 1989
- Copa del Emperador (4): 1983, 1985, 1988 y 1989
- Copa Nacional Amateur Japonesa: 1976

Yokohama Flügels
- Copa del Emperador: 1993

Selección de fútbol de Japón
- Copa Dinastía: 1995
- Copa Kirin (3): 1995, 1996 y 1997

### Distinciones individuales
| Distinción                                      | Año  |
| ----------------------------------------------- | ---- |
| Inducido al Salón de la Fama del fútbol japonés | 2016 |